# Sukhasana

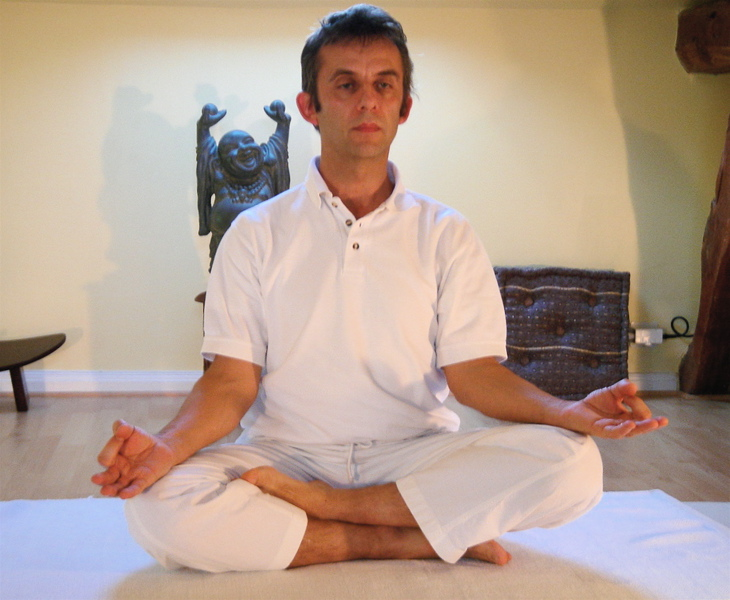
Sukhasana

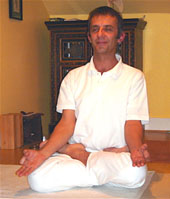
Padmasana

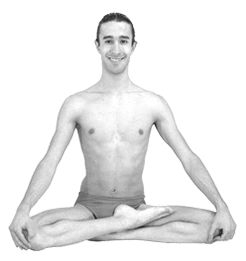
Siddhasana

Sukhasana, ovvero posizione semplice, è una āsana di Hatha Yoga della categoria delle "posizioni sedute". Il termine deriva dal sanscrito "sukha" che significa "semplice" e "āsana" che significa "posizione".

## Scopo della posizione
La posizione ha lo scopo di raggiungere un rilassamento e favorire la meditazione. È la più semplice delle posizioni sedute e per ciò è favorita dai principianti e da coloro che hanno problemi articolari alle gambe.

## Posizione
Posizionarsi seduti con le gambe intrecciate, i piedi sono sovrapposti al livello dei talloni, con il lato esterno della pianta del piede a terra. Le ginocchia sono leggermente sospese. Le mani si appoggiano sulle ginocchia corrispondenti. Le spalle devono essere rilassate. Gli occhi rimangono chiusi.

## Varianti
Esistono diverse varianti a Sukhasana, tra le quali :
- Guptasana o posizione del nascondimento prevede l'incrocio delle gambe con i talloni sovrapposti e le piante dei piedi girate verso l'alto, come a nascondere i genitali
- Muktasana o posizione della libertà prevede l'incrocio delle gambe con i talloni sovrapposti
- Siddhasana o posizione perfetta prevede l'incrocio delle gambe con i piedi sovrapposti davanti al perineo
- Svastikasana o posizione della fortuna prevede l'incrocio delle gambe con i piedi posti dietro il ginocchio della gamba opposta
- Padmasana o posizione del loto prevede l'incrocio delle gambe con i piedi sopra le cosce

## Dimensione dell'anima
„La calma e il raccoglimento che sono propri a questa postura, donano un sentimento di libertà da conflitti, passioni e turbolenze terreni. In questa posizione si possono percepire i processi del pensare e i sentimenti come più liberi dal corpo; i pensieri assumono la loro prima espressione nella sfera eterica, mentre i sentimenti tendono più alla sfera astrale. Il significato dell’esercizio sta in questa calma, nella vigilanza e nel raddrizzarsi in contemporanea indipendenza dal corpo.“